# Magyar országos rekordok listája 800 méteres gyorsúszásban
Ez a lista a 800 méteres gyorsúszásban elért felnőtt magyar csúcsokat tartalmazza.

## Hosszú pálya

### Férfiak
| A férfi 800 méteres gyorsúszás magyar csúcsai (50 méteres medence) | A férfi 800 méteres gyorsúszás magyar csúcsai (50 méteres medence) | A férfi 800 méteres gyorsúszás magyar csúcsai (50 méteres medence) | A férfi 800 méteres gyorsúszás magyar csúcsai (50 méteres medence) | A férfi 800 méteres gyorsúszás magyar csúcsai (50 méteres medence) | A férfi 800 méteres gyorsúszás magyar csúcsai (50 méteres medence) | A férfi 800 méteres gyorsúszás magyar csúcsai (50 méteres medence) | A férfi 800 méteres gyorsúszás magyar csúcsai (50 méteres medence) |
| Idő                                                                | Név                                                                | Egyesület                                                          | Dátum                                                              | Helyszín                                                           | Esemény                                                            | Megjegyzés                                                         | Forrás                                                             |
| ------------------------------------------------------------------ | ------------------------------------------------------------------ | ------------------------------------------------------------------ | ------------------------------------------------------------------ | ------------------------------------------------------------------ | ------------------------------------------------------------------ | ------------------------------------------------------------------ | ------------------------------------------------------------------ |
| 12:09,4                                                            | Eperjessy Béla                                                     | MBSE                                                               | 1921. 07. 31.                                                      | Budapest, Magyarország                                             | magyar bajnokság                                                   | 100 méteres pályán                                                 | [ 1 ] [ 2 ]                                                        |
| 11:48,0                                                            | Eperjessy Béla                                                     | MAFC                                                               | 1923. 08. 05.                                                      | Budapest, Magyarország                                             | magyar bajnokság                                                   |                                                                    | [ 1 ] [ 3 ]                                                        |
| 11:44,6                                                            | Fehér István                                                       | Jászapáti Összetartás                                              | 1926. 08. 14.                                                      | Budapest, Magyarország                                             | magyar bajnokság                                                   |                                                                    | [ 1 ] [ 4 ]                                                        |
| 11:24,4                                                            | Páhok István                                                       | MTK                                                                | 1926. 09. 05.                                                      | Budapest, Magyarország                                             | budai klubok versenye                                              |                                                                    | [ 1 ] [ 5 ]                                                        |
| 11:22,6                                                            | Halassy Olivér                                                     | UTE                                                                | 1929. 06. 09.                                                      | Budapest, Magyarország                                             | A MAC versenye                                                     |                                                                    | [ 1 ] [ 6 ]                                                        |
| 11:15,6                                                            | Halassy Olivér                                                     | UTE                                                                | 1929. 08. 11.                                                      | Szolnok, Magyarország                                              |                                                                    |                                                                    | [ 1 ] [ 7 ]                                                        |
| 11:05,6                                                            | Halassy Olivér                                                     | UTE                                                                | 1932. 05. 15.                                                      | Budapest, Magyarország                                             | A MUSZ jubiláris versenye                                          | 1000 m gyors közben                                                | [ 1 ] [ 8 ]                                                        |
| 10:53,4                                                            | Lengyel Árpád                                                      | Kaposvári Turul                                                    | 1933. 07. 23.                                                      | Budapest, Magyarország                                             | ifjúsági magyar bajnokság                                          |                                                                    | [ 1 ] [ 9 ]                                                        |
| 10:51,6                                                            | Lengyel Árpád                                                      | BEAC                                                               | 1935. 08. 15.                                                      | Budapest, Magyarország                                             | főiskolai vb                                                       | 1500 m gyors közben                                                | [ 1 ] [ 10 ]                                                       |
| 10:41,2                                                            | Lengyel Árpád                                                      | BEAC                                                               | 1936. 07. 05.                                                      | Budapest, Magyarország                                             | 1500 m gyors közben                                                | Budapest-bajnokság                                                 | [ 11 ]                                                             |
| 10:16,4                                                            | Gróf Ödön                                                          | UTE                                                                | 1936. 07. 26.                                                      | Győr, Magyarország                                                 | Az ETO versenye                                                    | magyar bajnokság                                                   | [ 1 ] [ 12 ]                                                       |
| 10:16,0                                                            | Tátos Nándor                                                       | FTC                                                                | 1940. 07. 21.                                                      | Budapest, Magyarország                                             | magyar-német viadal                                                | 1500 m gyors közben                                                | [ 1 ] [ 13 ]                                                       |
| 10:01,0                                                            | Mitró György                                                       | Bp. Előre                                                          | 1948. 05. 16.                                                      | Budapest, Magyarország                                             | ifjúsági magyar bajnokság                                          | Európa-csúcs                                                       | [ 1 ] [ 14 ]                                                       |
| 09:50,2                                                            | Csordás György                                                     | Bp. Kinizsi                                                        | 1951. 06. 09.                                                      | Budapest, Magyarország                                             | A Bp. Kinizsi versenye                                             | Európa-csúcs                                                       | [ 1 ] [ 15 ]                                                       |
| 09:50,0                                                            | Nyéki Imre                                                         | Bp. Honvéd                                                         | 1954. 06. 12.                                                      | Budapest, Magyarország                                             | A Bp. Vasas versenye                                               |                                                                    | [ 1 ] [ 16 ]                                                       |
| 09:48,7                                                            | Záborszky Sándor                                                   | Bp. Kinizsi                                                        | 1956. 05. 06.                                                      | Budapest, Magyarország                                             | A Vörös Lobogó versenye                                            | 1500 m gyors közben                                                | [ 17 ]                                                             |
| 09:42,4                                                            | Záborszky Sándor                                                   | Bp. Kinizsi                                                        | 1956. 06. 02.                                                      | Budapest, Magyarország                                             | A Bp. Kinizsi versenye                                             | 1500 m gyors közben                                                | [ 1 ] [ 18 ]                                                       |
| 09:40,4                                                            | Katona József                                                      | Egri Dózsa                                                         | 1958. 09. 06.                                                      | Budapest, Magyarország                                             | Európa-bajnokság                                                   | 1500 m gyors közben                                                | [ 1 ] [ 19 ]                                                       |
| 09:38,4                                                            | Katona József                                                      | Egri Dózsa                                                         | 1960. 04. 03.                                                      | Budapest, Magyarország                                             | Ünnepi verseny                                                     |                                                                    | [ 1 ] [ 20 ]                                                       |
| 09:31,2                                                            | Katona József                                                      | Egri Dózsa                                                         | 1960. 05. 22.                                                      | Budapest, Magyarország                                             | Az FTC versenye                                                    |                                                                    | [ 1 ] [ 21 ]                                                       |
| 09:28,7                                                            | Katona József                                                      | Egri Dózsa                                                         | 1960. 06. 18.                                                      | Berlin, NDK                                                        | NDK-magyar viadal                                                  | 1500 m gyors közben                                                | [ 1 ]                                                              |
| 09:22,6                                                            | Katona József                                                      | Egri Dózsa                                                         | 1960. 07. 03.                                                      | Budapest, Magyarország                                             | magyar bajnokság                                                   | 1500 m gyors, Európa-csúcs                                         | [ 1 ] [ 22 ]                                                       |
| 09:17,6                                                            | Katona József                                                      | Egri Dózsa                                                         | 1964. 08. 09.                                                      | Budapest, Magyarország                                             | magyar-svéd viadal                                                 | 1500 m gyors közben                                                | [ 1 ] [ 23 ]                                                       |
| 09:14,0                                                            | Katona József                                                      | Egri Dózsa                                                         | 1964. 09. 13.                                                      | Budapest, Magyarország                                             | magyar-francia viadal                                              | 1500 m gyors közben                                                | [ 1 ] [ 24 ]                                                       |
| 09:07,8                                                            | Hargitay András                                                    | KSI                                                                | 1970. 08. 23.                                                      | Budapest, Magyarország                                             | magyar bajnokság                                                   | 1500 m gyors közben                                                | [ 25 ] [ 26 ]                                                      |
| 09:00,7                                                            | Hargitay András                                                    | KSI                                                                | 1970. 12. 20.                                                      | Kecskemét, Magyarország                                            | A KSI versenye                                                     | 1500 m gyors közben                                                | [ 25 ] [ 27 ]                                                      |
| 08:54,2                                                            | Hargitay András                                                    | KSI                                                                | 1971. 12. 18.                                                      | Kecskemét, Magyarország                                            | korosztályos verseny                                               |                                                                    | [ 25 ] [ 28 ]                                                      |
| 08:51,3                                                            | Hargitay András                                                    | KSI                                                                | 1972. 12. 16.                                                      | Kecskemét, Magyarország                                            | korosztályos verseny                                               |                                                                    | [ 25 ] [ 29 ]                                                      |
| 08:47,51                                                           | Tóth Csaba                                                         | KSI                                                                | 1973. 08. 19.                                                      | Berlin, NDK                                                        | Európa-kupa                                                        | 1500 m gyors közben                                                | [ 30 ]                                                             |
| 08:45,9                                                            | Hargitay András                                                    | KSI                                                                | 1973. 12. 22.                                                      | Kecskemét, Magyarország                                            |                                                                    |                                                                    | [ 30 ] [ 31 ]                                                      |
| 08:42,50                                                           | Tóth Csaba                                                         | KSI                                                                | 1974. 04. 13.                                                      | Leeds, Egyesült Királyság                                          | Coca-Cola verseny                                                  | 1500 m gyors közben                                                | [ 32 ]                                                             |
| 08:40,25                                                           | Tóth Csaba                                                         | KSI                                                                | 1974. 07. 14.                                                      | Budapest, Magyarország                                             | junior magyar bajnokság                                            | 1500 m gyors közben                                                | [ 32 ] [ 33 ]                                                      |
| 08:36,72                                                           | Tóth Csaba                                                         | KSI                                                                | 1974. 08. 24.                                                      | Bécs, Ausztria                                                     | Európa-bajnokság                                                   | 1500 m gyors selejtező                                             | [ 32 ]                                                             |
| 08:33,89                                                           | Tóth Csaba                                                         | KSI                                                                | 1974. 08. 25.                                                      | Bécs, Ausztria                                                     | Európa-bajnokság                                                   | 1500 m gyors döntő                                                 | [ 32 ]                                                             |
| 08:31,30                                                           | Hargitay András                                                    | KSI                                                                | 1974. 12. 21.                                                      | Kecskemét, Magyarország                                            | A KSI és a KSC versenye                                            | Európa-rekord                                                      | [ 32 ] [ 34 ]                                                      |
| 08:24,80                                                           | Nagy Sándor                                                        | Gyulai SK                                                          | 1975. 12. 20.                                                      | Kecskemét, Magyarország                                            | olimpiai válogató                                                  | Európa-rekord                                                      | [ 35 ] [ 36 ]                                                      |
| 08:23,36                                                           | Wladár Zoltán                                                      | KSI                                                                | 1976. 06. 05.                                                      | Graz, Ausztria                                                     |                                                                    |                                                                    | [ 37 ]                                                             |
| 08:15,54                                                           | Wladár Zoltán                                                      | KSI                                                                | 1976. 06. 06.                                                      | Graz, Ausztria                                                     |                                                                    | Európa-rekord                                                      | [ 38 ]                                                             |
| 08:15,51                                                           | Wladár Zoltán                                                      | Bp. Honvéd                                                         | 1977. 08. 20.                                                      | Jönköping, Svédország                                              | Európa-bajnokság                                                   | 1500 m gyors közben                                                | [ 39 ]                                                             |
| 08:13,62                                                           | Wladár Zoltán                                                      | Bp. Honvéd                                                         | 1979. 07. 24.                                                      | Budapest, Magyarország                                             | magyar bajnokság                                                   | 1500 m gyors közben                                                | [ 40 ] [ 41 ]                                                      |
| 08:12,99                                                           | Wladár Zoltán                                                      | Bp. Honvéd                                                         | 1979. 08. 12.                                                      | London, Egyesült Királyság                                         | Európa-kupa                                                        | 1500 m gyors közben                                                | [ 40 ]                                                             |
| 08:11,11                                                           | Wladár Zoltán                                                      | Újpesti Dózsa                                                      | 1980. 07. 22.                                                      | Moszkva, Szovjetunió                                               | Olimpiai játékok                                                   | 1500 m gyors közben                                                | [ 42 ] [ 43 ]                                                      |
| 08:10,40                                                           | Szilágyi Zoltán                                                    | Bp. Honvéd                                                         | 1988. 06. 03.                                                      | Monte-Carlo, Monaco                                                |                                                                    |                                                                    | [ 44 ] [ 45 ]                                                      |
| 08:07,40                                                           | Szilágyi Zoltán                                                    | BVSC                                                               | 1989. 06. 02.                                                      | Monte-Carlo, Monaco                                                |                                                                    |                                                                    | [ 46 ] [ 47 ]                                                      |
| 08:03,53                                                           | Kis Gergő                                                          | Rája 94                                                            | 2004. 07. 10.                                                      | Budapest, Magyarország                                             | Magyar bajnokság                                                   |                                                                    | [ 48 ]                                                             |
| 08:00,54                                                           | Kis Gergő                                                          | Rája 94                                                            | 2006. 06. 13.                                                      | Bécs, Ausztria                                                     |                                                                    |                                                                    | [ 49 ]                                                             |
| 07:58,75                                                           | Kis Gergő                                                          | Rája 94                                                            | 2007. 07. 28.                                                      | Budapest, Magyarország                                             | Magyar bajnokság                                                   | 1500 m gyors döntő                                                 | [ 50 ]                                                             |
| 07:57,33                                                           | Kis Gergő                                                          | Rája 94                                                            | 2008. 03. 19.                                                      | Eindhoven, Hollandia                                               | Európa-bajnokság                                                   | a selejtezőben                                                     | [ 51 ]                                                             |
| 07:51,94                                                           | Kis Gergő                                                          | Rája 94                                                            | 2008. 03. 20.                                                      | Eindhoven, Hollandia                                               | Európa-bajnokság                                                   | a döntőben                                                         | [ 52 ]                                                             |
| 07:51,93                                                           | Kis Gergő                                                          | Rája 94                                                            | 2010. 08. 13.                                                      | Budapest, Magyarország                                             | Európa-bajnokság                                                   | a döntőben                                                         | [ 51 ]                                                             |
| 07:48,33                                                           | Kis Gergő                                                          | Rája 94                                                            | 2011. 07. 26.                                                      | Sanghaj, Kína                                                      | Világbajnokság                                                     | a selejtezőben                                                     | [ 53 ]                                                             |
| 07:44,94                                                           | Kis Gergő                                                          | Rája 94                                                            | 2011. 07. 27.                                                      | Sanghaj, Kína                                                      | Világbajnokság                                                     | a döntőben                                                         | [ 54 ]                                                             |
| 07:44,42                                                           | Rasovszky Kristóf                                                  | Balaton UK                                                         | 2024. 02. 14.                                                      | Doha, Katar                                                        | Világbajnokság                                                     | 5. hely                                                            | [ 55 ]                                                             |

### Nők
| A női 800 méteres gyorsúszás magyar csúcsai (50 méteres medence) | A női 800 méteres gyorsúszás magyar csúcsai (50 méteres medence) | A női 800 méteres gyorsúszás magyar csúcsai (50 méteres medence) | A női 800 méteres gyorsúszás magyar csúcsai (50 méteres medence) | A női 800 méteres gyorsúszás magyar csúcsai (50 méteres medence) | A női 800 méteres gyorsúszás magyar csúcsai (50 méteres medence) | A női 800 méteres gyorsúszás magyar csúcsai (50 méteres medence) | A női 800 méteres gyorsúszás magyar csúcsai (50 méteres medence) |
| Idő                                                              | Név                                                              | Egyesület                                                        | Dátum                                                            | Helyszín                                                         | Esemény                                                          | Megjegyzés                                                       | Forrás                                                           |
| ---------------------------------------------------------------- | ---------------------------------------------------------------- | ---------------------------------------------------------------- | ---------------------------------------------------------------- | ---------------------------------------------------------------- | ---------------------------------------------------------------- | ---------------------------------------------------------------- | ---------------------------------------------------------------- |
| 12:45,6                                                          | Vámos Adél                                                       | FTC                                                              | 1940. 10. 09.                                                    | Budapest, Magyarország                                           | rekordkisérlet                                                   | 1000 m gyors közben, 50 m                                        | [ 1 ] [ 56 ]                                                     |
| 12:25,6                                                          | Novák Ilona                                                      | MUE                                                              | 1943. 09. 19.                                                    | Budapest, Magyarország                                           | rekordkisérlet                                                   | 1000 m gyors közben, 50 m                                        | [ 1 ] [ 57 ]                                                     |
| 12:00,4                                                          | Vámos Adél                                                       | UTE                                                              | 1946. 06. 29.                                                    | Budapest, Magyarország                                           | rekordkisérlet                                                   | 1000 m gyors közben, 50 m                                        | [ 1 ] [ 58 ]                                                     |
| 11:33,2                                                          | Székely Éva                                                      | Neményi                                                          | 1947. 05. 24.                                                    | Budapest, Magyarország                                           | rekordkisérlet                                                   | 1000 m gyors közben, 50 m                                        | [ 1 ] [ 59 ]                                                     |
| 11:26,8                                                          | Székely Éva                                                      | Bp. Lokomotív                                                    | 1950. 05. 01.                                                    | Budapest, Magyarország                                           | A MUSZ versenye                                                  | 1500 m gyors közben, 50 m                                        | [ 1 ] [ 60 ]                                                     |
| 11:05,6                                                          | Székely Éva                                                      | Bp. Lokomotív                                                    | 1951. 07. 01.                                                    | Budapest, Magyarország                                           | A Bp. Lokomotív versenye                                         | 50 méteres medence                                               | [ 1 ] [ 61 ]                                                     |
| 10:42,4                                                          | Gyenge Valéria                                                   | Bp. Lokomotív                                                    | 1953. 06. 28.                                                    | Budapest, Magyarország                                           | A Bp. Lokomotív versenye                                         | világcsúcs, 50 m                                                 | [ 1 ] [ 62 ]                                                     |
| 10:35,0                                                          | Soltész Ágota                                                    | Vasas                                                            | 1965. 05. 07.                                                    | Budapest, Magyarország                                           | rekordkisérlet                                                   |                                                                  | [ 25 ] [ 63 ]                                                    |
| 10:18,3                                                          | Fodor Judit                                                      | FTC                                                              | 1967. 08. 19.                                                    | Budapest, Magyarország                                           | magyar U20-NDK U20 viadal                                        |                                                                  | [ 25 ] [ 64 ]                                                    |
| 10:17,4                                                          | Eckel Edit                                                       | Újpesti Dózsa                                                    | 1970. 04. 05.                                                    | Kecskemét, Magyarország                                          | nemzetközi verseny                                               |                                                                  | [ 25 ] [ 65 ]                                                    |
| 10:17,3                                                          | Gyarmati Andrea                                                  | FTC                                                              | 1970. 07. 12.                                                    | Budapest, Magyarország                                           | ifjúsági Budapest-bajnokság                                      |                                                                  | [ 25 ] [ 66 ]                                                    |
| 10:15,5                                                          | Bacsek Edit                                                      | Bp. Honvéd                                                       | 1971. 06. 19.                                                    | Eger, Magyarország                                               | területi ifjúsági bajnokság                                      |                                                                  | [ 25 ] [ 67 ]                                                    |
| 10:04,1                                                          | Gyarmati Andrea                                                  | FTC                                                              | 1971. 07. 02.                                                    | Budapest, Magyarország                                           | Budapest-bajnokság                                               |                                                                  | [ 25 ] [ 68 ]                                                    |
| 10:00,1                                                          | Kiss Éva                                                         | Bp. Honvéd                                                       | 1971. 08. 06.                                                    | Budapest, Magyarország                                           | magyar bajnokság                                                 |                                                                  | [ 25 ] [ 69 ]                                                    |
| 09:58,9                                                          | Lázár Eszter                                                     | Egri Dózsa                                                       | 1972. 08. 13.                                                    | Budapest, Magyarország                                           | ifjúsági magyar bajnokság                                        |                                                                  | [ 25 ] [ 70 ]                                                    |
| 09:57,1                                                          | Lázár Eszter                                                     | Egri Dózsa                                                       | 1973. 07. 14.                                                    | Budapest, Magyarország                                           | ifjúsági magyar bajnokság                                        |                                                                  | [ 30 ] [ 71 ]                                                    |
| 09:57,1                                                          | Lázár Eszter                                                     | Egri Dózsa                                                       | 1973. 07. 22.                                                    | Budapest, Magyarország                                           | magyar-angol viadal                                              |                                                                  | [ 30 ] [ 72 ]                                                    |
| 09:55,5                                                          | Lázár Eszter                                                     | Egri Dózsa                                                       | 1973. 08. 03.                                                    | Budapest, Magyarország                                           | magyar bajnokság                                                 |                                                                  | [ 30 ] [ 73 ]                                                    |
| 09:37,30                                                         | Lázár Eszter                                                     | Egri Dózsa                                                       | 1974. 03. 31.                                                    | Berlin, NDK                                                      | utánpótlás verseny                                               |                                                                  | [ 32 ] [ 74 ]                                                    |
| 09:32,82                                                         | Lázár Eszter                                                     | Egri Dózsa                                                       | 1974. 07. 14.                                                    | Budapest, Magyarország                                           | junior magyar bajnokság                                          |                                                                  | [ 32 ] [ 33 ]                                                    |
| 09:31,63                                                         | Lázár Eszter                                                     | Egri Dózsa                                                       | 1974. 07. 21.                                                    | Budapest, Magyarország                                           | magyar bajnokság                                                 |                                                                  | [ 32 ] [ 75 ]                                                    |
| 09:20,80                                                         | Lázár Eszter                                                     | Egri Dózsa                                                       | 1975. 04. 06.                                                    | Prága, Csehszlovákia                                             | cseh-skót-magyar B viadal                                        |                                                                  | [ 35 ] [ 76 ]                                                    |
| 09:19,20                                                         | Lázár Eszter                                                     | Egri Dózsa                                                       | 1975. 08. 10.                                                    | Budapest, Magyarország                                           | junior magyar bajnokság                                          |                                                                  | [ 35 ] [ 77 ]                                                    |
| 09:17,68                                                         | Lázár Eszter                                                     | Egri Dózsa                                                       | 1975. 08. 16.                                                    | Leeds, Egyesült Királyság                                        | Európa-kupa                                                      |                                                                  | [ 35 ] [ 78 ]                                                    |
| 09:11,40                                                         | Lázár Eszter                                                     | Egri Dózsa                                                       | 1976. 08. 15.                                                    | London, Egyesült Királyság                                       | Európa-kupa                                                      |                                                                  | [ 79 ]                                                           |
| 09:07,55                                                         | Gulyás Klára                                                     | Bp. Spartacus                                                    | 1979. 06. 16.                                                    | Róma, Olaszország                                                | Settecoli                                                        |                                                                  | [ 40 ] [ 80 ]                                                    |
| 09:06,38                                                         | Gulyás Klára                                                     | Bp. Spartacus                                                    | 1979. 12. 22.                                                    | Budapest, Magyarország                                           |                                                                  |                                                                  | [ 40 ] [ 81 ]                                                    |
| 09:06,02                                                         | Gulyás Klára                                                     | Bp. Spartacus                                                    | 1980. 06. 22.                                                    | Budapest, Magyarország                                           | Budapest-bajnokság                                               |                                                                  | [ 42 ] [ 82 ]                                                    |
| 09:04,35                                                         | Gulyás Klára                                                     | Bp. Spartacus                                                    | 1980. 06. 29.                                                    | Budapest, Magyarország                                           | magyar bajnokság                                                 |                                                                  | [ 42 ] [ 83 ]                                                    |
| 08:57,70                                                         | Fodor Ágnes                                                      | Eger SE                                                          | 1981. 04. 18.                                                    | Budapest, Magyarország                                           | Elektroimpex '81                                                 |                                                                  | [ 84 ] [ 85 ]                                                    |
| 08:56,59                                                         | Orosz Andrea                                                     | Bp. Spartacus                                                    | 1981. 08. 18.                                                    | Volgográd, Szovjetunió                                           | Ifjúsági Barátság Verseny                                        |                                                                  | [ 84 ] [ 86 ]                                                    |
| 08:50,08                                                         | Gyúró Mónika                                                     | KSI                                                              | 1983. 06. 18.                                                    | Róma, Olaszország                                                | Settecoli                                                        |                                                                  | [ 87 ] [ 88 ]                                                    |
| 08:49,46                                                         | Gyúró Mónika                                                     | KSI                                                              | 1984. 03. 31.                                                    | Budapest, Magyarország                                           | serdülő magyar bajnokság                                         |                                                                  | [ 89 ] [ 90 ]                                                    |
| 08:46,55                                                         | Orosz Andrea                                                     | Bp. Spartacus                                                    | 1984. 05. 10.                                                    | Róma, Olaszország                                                | Settecoli                                                        |                                                                  | [ 89 ] [ 91 ]                                                    |
| 08:44,81                                                         | Gyúró Mónika                                                     | KSI                                                              | 1984. 07. 29.                                                    | Luxembourg, Luxemburg                                            | ifjúsági Európa-bajnokság                                        | harmadik hely                                                    | [ 89 ] [ 92 ]                                                    |
| 08:44,06                                                         | Gyúró Mónika                                                     | Bp. Honvéd                                                       | 1985. 07. 13.                                                    | Budapest, Magyarország                                           | magyar bajnokság                                                 |                                                                  | [ 93 ] [ 94 ]                                                    |
| 08:42,70                                                         | Csabai Judit                                                     | Nyíregyházi VSC                                                  | 1987. 07. 26.                                                    | Róma, Olaszország                                                | ifjúsági Európa-bajnokság                                        | második hely                                                     | [ 95 ] [ 96 ]                                                    |
| 08:37,71                                                         | Csabai Judit                                                     | Nyíregyházi VSC                                                  | 1987. 08. 22.                                                    | Strasbourg, Franciaország                                        | Európa-bajnokság                                                 | harmadik hely                                                    | [ 95 ] [ 97 ]                                                    |
| 08:36,03                                                         | Csabai Judit                                                     | Nyíregyházi VSC                                                  | 1988. 03. 20.                                                    |                                                                  | Elektroimpex '88                                                 |                                                                  | [ 44 ] [ 98 ]                                                    |
| 08:31,35                                                         | Risztov Éva                                                      | Bp. Spartacus                                                    | 2002. 06. 30.                                                    | Budapest, Magyarország                                           | Magyar bajnokság                                                 |                                                                  | [ 99 ]                                                           |
| 08:29,92                                                         | Risztov Éva                                                      | Bp. Spartacus                                                    | 2002. 07. 31.                                                    | Berlin, Németország                                              | Európa-bajnokság                                                 | selejtező                                                        | [ 100 ]                                                          |
| 08:28,06                                                         | Risztov Éva                                                      | Bp. Spartacus                                                    | 2002. 08. 01.                                                    | Berlin, Németország                                              | Európa-bajnokság                                                 | döntő                                                            | [ 101 ]                                                          |
| 08:24,79                                                         | Kapás Boglárka                                                   | BVSC                                                             | 2011. 07. 30.                                                    | Sanghaj, Kína                                                    | Világbajnokság                                                   |                                                                  | [ 102 ]                                                          |
| 08:23,89                                                         | Kapás Boglárka                                                   | BVSC                                                             | 2012. 08. 03.                                                    | London, Egyesült Királyság                                       | Olimpia                                                          | döntő                                                            | [ 103 ]                                                          |
| 08:21,21                                                         | Kapás Boglárka                                                   | BVSC                                                             | 2013. 08. 03.                                                    | Barcelona, Spanyolország                                         | Világbajnokság                                                   |                                                                  | [ 104 ]                                                          |
| 08:19,43                                                         | Kapás Boglárka                                                   | UTE                                                              | 2016. 08. 11.                                                    | Rio de Janeiro, Brazília                                         | Olimpia                                                          | Selejtező                                                        | [ 105 ]                                                          |
| 08:16,37                                                         | Kapás Boglárka                                                   | UTE                                                              | 2016. 08. 12.                                                    | Rio de Janeiro, Brazília                                         | Olimpia                                                          | Döntő                                                            | [ 106 ]                                                          |

## Rövid pálya

### Férfiak
| A férfi 800 méteres gyorsúszás magyar csúcsai (25 méteres medence) | A férfi 800 méteres gyorsúszás magyar csúcsai (25 méteres medence) | A férfi 800 méteres gyorsúszás magyar csúcsai (25 méteres medence) | A férfi 800 méteres gyorsúszás magyar csúcsai (25 méteres medence) | A férfi 800 méteres gyorsúszás magyar csúcsai (25 méteres medence) | A férfi 800 méteres gyorsúszás magyar csúcsai (25 méteres medence) | A férfi 800 méteres gyorsúszás magyar csúcsai (25 méteres medence) | A férfi 800 méteres gyorsúszás magyar csúcsai (25 méteres medence) |
| Idő                                                                | Név                                                                | Egyesület                                                          | Dátum                                                              | Helyszín                                                           | Esemény                                                            | Megjegyzés                                                         | Forrás                                                             |
| ------------------------------------------------------------------ | ------------------------------------------------------------------ | ------------------------------------------------------------------ | ------------------------------------------------------------------ | ------------------------------------------------------------------ | ------------------------------------------------------------------ | ------------------------------------------------------------------ | ------------------------------------------------------------------ |
| 7:45,17                                                            | Kis Gergő                                                          | Rája 94                                                            | 2007. 12. 15.                                                      | Debrecen, Magyarország                                             | rövid pályás Európa-bajnokság                                      | 1500 m gyors közben                                                |                                                                    |
| 7:44,34                                                            | Gyurta Gergely                                                     | A Jövő SC                                                          | 2010. 12. 19.                                                      | Dubaj, Egyesült Arab Emírségek                                     | rövid pályás világbajnokság                                        | 1500 m gyors közben                                                |                                                                    |
| 7:41,93                                                            | Gyurta Gergely                                                     | UTE                                                                | 2014. 12. 07.                                                      | Doha, Katar                                                        | rövid pályás világbajnokság                                        | 1500 m gyors közben                                                |                                                                    |
| 7:41,27                                                            | Gyurta Gergely                                                     | UTE                                                                | 2015. 11. 11.                                                      | Százhalombatta, Magyarország                                       | rövid pályás ob                                                    | 1500 m gyors közben                                                | [ 107 ]                                                            |
| 7:39,56                                                            | Gyurta Gergely                                                     | UTE                                                                | 2018. 11. 10.                                                      | Százhalombatta, Magyarország                                       | rövid pályás ob                                                    |                                                                    | [ 108 ]                                                            |
| 7:39,21                                                            | Rasovszky Kristóf                                                  | Balaton UK                                                         | 2022. 11. 19.                                                      | Kaposvár, Magyarország                                             | rövid pályás ob                                                    |                                                                    | [ 109 ]                                                            |
| 7:34,41                                                            | Sárkány Zalán                                                      | Kőbánya SC                                                         | 2023. 11. 04.                                                      | Debrecen, Magyarország                                             | rövid pályás ob                                                    |                                                                    | [ 110 ]                                                            |
| 7:30,56                                                            | Sárkány Zalán                                                      | Balaton UK                                                         | 2024. 12. 14.                                                      | Budapest, Magyarország                                             | rövid pályás vb                                                    | világbajnok lett                                                   | [ 111 ]                                                            |

### Nők
| A női 800 méteres gyorsúszás magyar csúcsai (25 méteres medence) | A női 800 méteres gyorsúszás magyar csúcsai (25 méteres medence) | A női 800 méteres gyorsúszás magyar csúcsai (25 méteres medence) | A női 800 méteres gyorsúszás magyar csúcsai (25 méteres medence) | A női 800 méteres gyorsúszás magyar csúcsai (25 méteres medence) | A női 800 méteres gyorsúszás magyar csúcsai (25 méteres medence) | A női 800 méteres gyorsúszás magyar csúcsai (25 méteres medence) | A női 800 méteres gyorsúszás magyar csúcsai (25 méteres medence) |
| Idő                                                              | Név                                                              | Egyesület                                                        | Dátum                                                            | Helyszín                                                         | Esemény                                                          | Megjegyzés                                                       | Forrás                                                           |
| ---------------------------------------------------------------- | ---------------------------------------------------------------- | ---------------------------------------------------------------- | ---------------------------------------------------------------- | ---------------------------------------------------------------- | ---------------------------------------------------------------- | ---------------------------------------------------------------- | ---------------------------------------------------------------- |
| 8:40,20                                                          | Gyúró Mónika                                                     | Bp. Honvéd                                                       |                                                                  |                                                                  |                                                                  |                                                                  | [ 112 ]                                                          |
| ?                                                                |                                                                  |                                                                  |                                                                  |                                                                  |                                                                  |                                                                  |                                                                  |
| 8:29,59                                                          | Csabai Judit                                                     | Nyíregyházi VSC                                                  | 1987. 12. 12.                                                    | Monte-Carlo, Monaco                                              | Rövid pályás Európa-kupa                                         |                                                                  | [ 113 ] [ 114 ]                                                  |
| 8:22,81                                                          | Risztov Éva                                                      | Bp. Spartacus                                                    | 2002. 12. 01.                                                    | Budapest, Magyarország                                           | Rövid pályás Budapest-bajnokság                                  | versenyen kívül                                                  | [ 115 ]                                                          |
| 8:14,72                                                          | Risztov Éva                                                      | Bp. Spartacus                                                    | 2002. 12. 13.                                                    | Riesa, Németország                                               | Rövid pályás világbajnokság                                      | Európa-csúcs                                                     | [ 116 ]                                                          |
| 8:09,36                                                          | Hosszú Katinka                                                   | Vasas SC                                                         | 2014. 09. 29.                                                    | Hongkong, Kína                                                   | 2014-es rövid pályás világkupa                                   |                                                                  | [ 117 ]                                                          |
| 8:08,41                                                          | Hosszú Katinka                                                   | Vasas SC                                                         | 2014. 10. 24.                                                    | Peking, Kína                                                     | 2014-es rövid pályás világkupa                                   |                                                                  | [ 118 ]                                                          |